# Vercourt

Vercourt este o comună în departamentul Somme, Franța. În 1 ianuarie 2022 avea o populație de 97 de locuitori.